# مرکیش لیندن
مرکیش لیندن (به آلمانی: Märkisch Linden) یک شهر در آلمان است که در اوست‌پریگنیتس-روپین واقع شده‌است. مرکیش لیندن ۱٬۲۳۵ نفر جمعیت دارد.